# Eugene Pintard Bicknell
Eugene Pintard Bicknell  ( 23 de septiembre de 1859 - 9 de febrero de 1925 ) fue un naturalista, ornitólogo y botánico estadounidense. Además banquero internacionalmente conocido, fue una autoridad en la flora del estado de Nueva York.
No asistió a colegios, recibiendo su educación en su casa; notándose su pulcritud en la gramática de sus escritos. De muy temprano se interesó en la historia natural, y fue de los pocos ornitólogos que usaba más habitualmente un largavistas que un arma, dejando diariamente anotaciones de cada especie avistada. Tenía entrenado su oído y discriminaba las especies por su canto.
En 1878 aparece su primer escrito técnico, "Evidences of the Carolinian Fauna in the Lower Hudson Valley," en el Bulletin of the Nuttall Ornithologleal Club, con solo dieciocho años. Y ese mismo año es uno de los diez naturalistaque organizan la Sociedad linneana de Nueva York, siendo su presidente de 1879 a 1887.
En 1882 la Sociedad le publica "Review of the Summer Birds of Part of the Catskill Mountains."
Entre 1884 y 1885 publica "A Study of the Singing of our Birds" en seis capítulos de los volúmenes I y II de The Auk. Comenzó a aumentar su tiempo dedicado a la Botánica, no haciendo contribuciones a la Ornitologíac de 1895 a 1917. En cambio publica importantes ítems en Addisonia, Rhodora y Torreya, y en el Bulletin of the Torrey Botanical Club.

## Algunas otras publicaciones

### Zoología
- A comparison of winter birds. Forest and Stream VI: p. 133. 6 de abril de 1876

- Early spring on the Hudson. Forest and Stream VI: p. 148. 13 de abril de 1876

- Field notes at Riverdale. Forest and Stream VI: p. 233. 18 de mayo de 1876

- Birds of our suburbs. Forest and Stream VI: pp. 386-387. 20 de julio de 1876

- On the animal and vegetable life as observed at Riverdale. The Country I: p. 334. 30 de marzo de 1878

- Evidences of the Carolinian Fauna in the lower Hudson Valley. Principally from observations taken at Riverdale, N.Y. Bull. Nuttall Ornith. Club III: p. 128-132. Julio de 1878

- Capture of two rare birds at Riverdale, N.Y. Bull. Nuttall Ornith. Club IV: p. 60, 61. Enero de 1879

- The Carolina Wren (Thryothorus ludovicianus) breeding in New York. Bull. Nuttall Ornith. Club IV: p. 183, 184. Julio de 1879

- Remarks on the nidification of Loxia curvirostra americana, with a description of its nest and eggs. Bull. Nuttall Ornith. Club V: p. 7-11. Enero de 1880

- The English Sparrow. Yonkers Gazette XIV. Febrero de 1880

- Dendroeca palmarum palmarum in New York. Bull. Nuttall Ornith. Club V: p. 182. Julio de 1880

- A review of the summer birds of a part of the Catskill Mountains, with prefatory remarks on the faunal and floral features of the region. Trans. Linn. Soc. N.Y. I: p. 113-168. Diciembre de 1882

- A study of the singing of our birds. Auk I: p. 60-71. Enero de 1884

- A study of the singing of our birds. (Continuó) Auk I: pp. 126-140. Abril de 1884

- A study of the singing of our birds. (Continuó) Auk I: pp. 209-218. Julio de 1884

- A study of the singing of our birds. (Continuado) Auk I: pp. 322-332. Octubre de 1884

- A study of the singing of our birds. (Continuado) Auk II: pp. 144- 154. Abril de 1885

- A study of the singing of our birds. (Concluido) Auk II: pp. 249- 262. Julio de 1885

- A specimen of Helminthophila leucobronchialis in New Jersey. Auk II: p. 378. Octubre de 1885

- Prothonotary Warbler near New York City. Auk III: pp. 306, 307. Julio de 1895

- Ornithological biographies. In: Chapman, Frank Michler. Handbook of birds of eastern North America. New York, 1895

- Purple Finch, pp. 281-282; Fox Sparrow, pp. 309-310; Hermit Thrush, p. 400. Repetida, con paginación diferente, en siguientes ediciones. The Acadian Chickadee on Long Island. Auk XXXIV: pp. 91, 92. 2 de enero de 1917

- Late southward migration of the Cape May Warbler on Long Island. Auk XXXIV: pp. 483, 484. 10 de octubre de 1917

- The Shorteared Owl breeding on Nantucket. Auk XXXVI: pp. 284, 285. 8 de abril de 1919

- The status of the Black Gyrfalcon as a Long Island bird. Auk XLI: pp. 64-68. 10 de enero de 1924

### Botánica
- Studies in Sisyrinchium... Edición reimpresa de Nabu Press, 74 pp. 2012 ISBN 1278769064

- Have We Enough New England Blackberries?. 1910

- The Ferns and Flowering Plants of Nantucket. Edición reimpresa de Torrey Bot. Club, 377 pp. 1908

- The Genus Teucrium in the Eastern United States. 1901

- Still Further Notes on the Agrimonies. 1901

- Geum canadense var. flavum (Porter) Britton, a Valid Species. 1896

## Honores
Miembro de
- 13 de enero de 1880: electo del "Torrey Botanical Club" y en el Boletín del Club de mayo aparece su primer artículo botánico
- 1896: del nuevamente organizado Jardín Botánico de Nueva York y del Club Botánico de Filadelfia
- 1910: la Corporación del Jardín Botánico de Nueva York, hasta su deceso, y en su Consejo de Dirctores científicos de 1913 a 1923, renunciando en ese año por enfermedad
- la "American Association for the Advancement of Science"
- la "Sociedad Botánica de América
- la "Sociedad Linneana de Londres

### Eponimia
Zoología
- (Turdidae) Catharus bicknelli Ridgway, 1882

Botánica
- (Asteraceae) Rhaponticum bicknellii (Briq.) Banfi, Galasso & Soldano[1]

- (Orchidaceae)  × Anteriopaludorchis bicknellii (E.G.Camus) P.Delforge[2]

- (Rosaceae) Agrimonia bicknellii Rydb. ex E.P.Bicknell[3]

- La abreviatura «E.P.Bicknell» se emplea para indicar a Eugene Pintard Bicknell como autoridad en la descripción y clasificación científica de los vegetales.[4]

## Abreviatura (zoología)
La abreviatura Bicknell  se emplea para indicar a Eugene Pintard Bicknell como autoridad en la descripción y taxonomía en zoología.